# 北海道中央バス小樽ターミナル

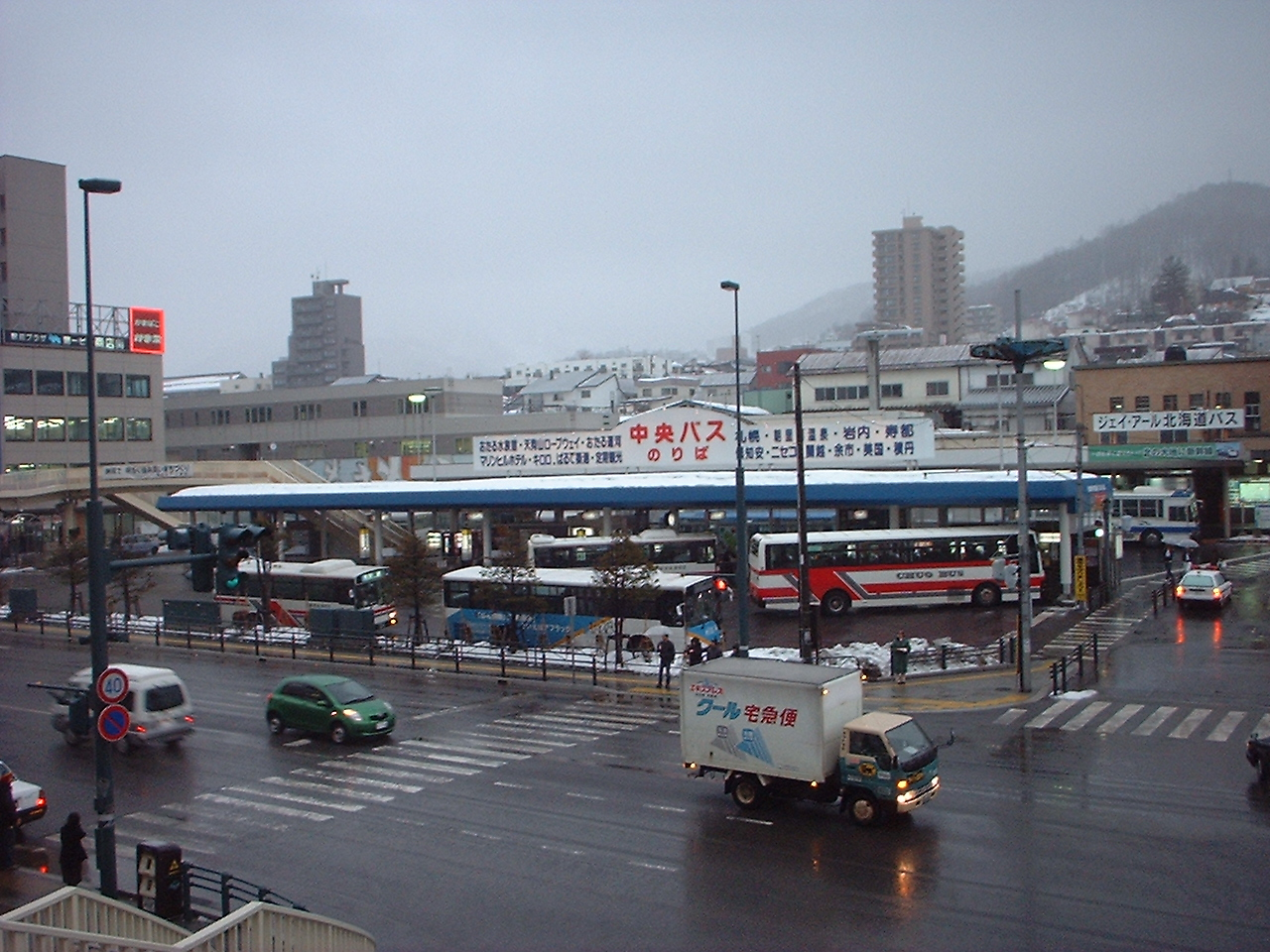
北海道中央バス 小樽ターミナル

北海道中央バス小樽ターミナル（ほっかいどうちゅおうバスおたるターミナル）は、北海道中央バス（中央バス）が北海道小樽市稲穂2丁目22-10に設置する、バス事業部（旧・小樽事業部）に属するバスターミナル施設である。
本項では、小樽駅前広場に設置されている「ジェイ・アールバスのりば」、周辺路上に設置されている「小樽駅前」バス停留所についても扱う。

## 概要・歴史
小樽駅前再開発に伴い、1973年（昭和48年）12月24日に（旧）色内営業所を移転し（新）小樽駅前営業所に改称。翌1974年（昭和49年）7月10日に営業所機能を新設の真栄営業所へ移設し、小樽事業部直轄の小樽ターミナルに変更した。
小樽駅隣接。小樽駅前第1ビルの1階に待合室、窓口、自動券売機等の乗客向け施設を設置。2階は貸店舗。横断歩道を挟んでバスのりばが設置されており、のりば側にも窓口と自動券売機を設置するが、窓口は2020年（令和2年）12月1日現在休止中。

## のりば
詳細経路等は路線・営業所・事業者記事を参照。
2025年（令和7年）4月1日現在。
1番のりば
- 札樽線、ジェイ・アール北海道バス札樽線（高速おたる号のみ）
  - 高速おたる号（円山経由）・高速よいち号・高速しゃこたん号・高速いわない号・高速ニセコ号 札幌市行（潮見台・西町北20丁目・円山第一鳥居・札幌駅前）

2番のりば
- 札樽線、ジェイ・アール北海道バス札樽線
  - 高速おたる号（北大経由） 札幌市行（潮見台・北34条駅・北大正門前・札幌駅前・札幌ターミナル）
- 札樽線
  - 小樽桂岡線 桂岡中央公園行（潮見台・朝里町・張碓経由）
  - 新千歳空港連絡バス 新千歳空港行（南千歳駅経由）
- 真栄営業所
  - 13 朝里川温泉線 朝里川温泉行（潮見台・朝里町経由）

3番のりば
- おたもい営業所
  - 10 おたる水族館線 おたる水族館行（手宮・高島3丁目・祝津経由）
  - 11 祝津線 おたる水族館行（手宮・赤岩・祝津経由）
  - 12 赤岩線・42 赤岩ぱるて築港線 かもめヶ丘団地行（手宮・赤岩経由）

4番のりば
- 真栄営業所
  - 1 ぱるて築港線 ぱるて築港行・新日本海フェリー行（市立病院経由）
- おたもい営業所
  - 100 おたる散策バス 小樽運河ターミナル・メルヘン交差点方面循環線（終日運休中）
  - 9 天狗山ロープウェイ線 天狗山ロープウェイ行（本局前・洗心橋経由）

5番のりば
- 札樽線
  - 高速よいち号 余市町行（余市駅・余市梅川車庫前）
  - 高速しゃこたん号 積丹町行（余市駅・余市梅川車庫前・古平役場前・美国）
- 余市営業所
  - 18 余市線 余市梅川車庫前行（長橋十字街・おたもい営業所・塩谷・余市駅経由）
  - 20 積丹線 美国行（長橋5丁目・余市駅・余市梅川車庫前・古平役場前経由）

6番のりば
- 札樽線
  - 高速いわない号 岩内町行（余市駅・仁木役場前・共和役場前・岩内ターミナル）
  - 高速ニセコ号 ニセコ町行（余市駅・仁木役場前・倶知安十字街・いこいの湯宿いろは）
- ニセコバス
  - 小樽線 ニセコ駅前行（長橋5丁目・余市駅・仁木役場前・倶知安駅前経由）
- 真栄営業所
  - 定期観光バス

## ジェイ・アールバスのりば

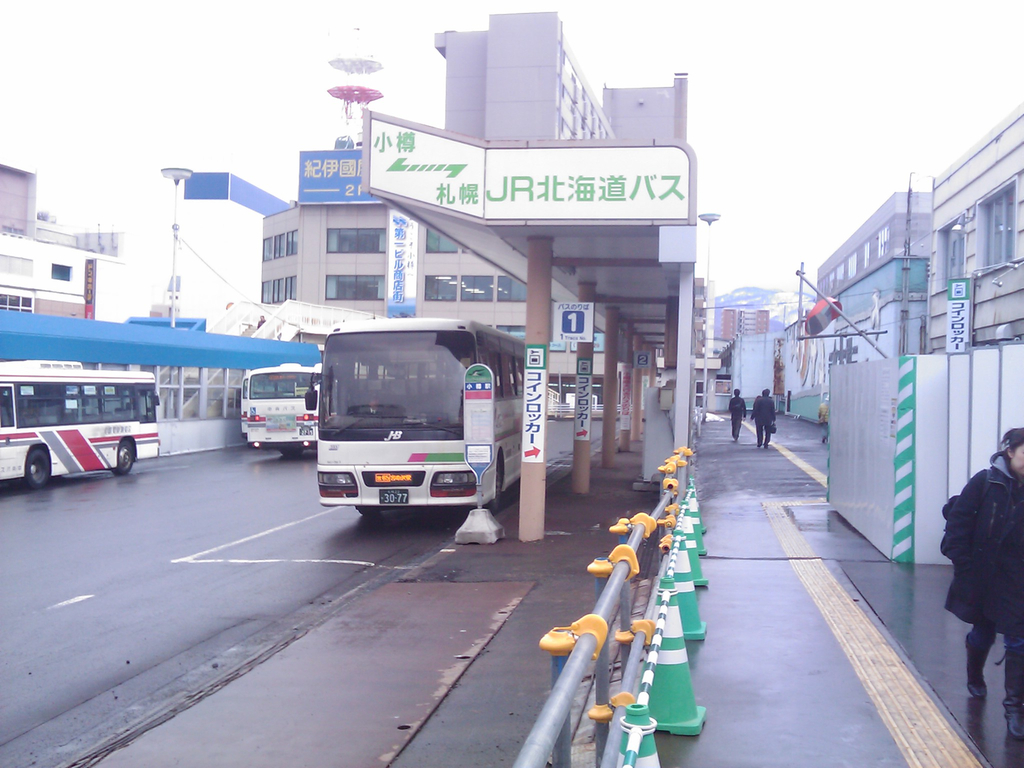
ジェイ・アールバスのりば 2011年4月

中央バス小樽ターミナル外の小樽駅駅舎前、駅正面に向かって左側にジェイ・アール北海道バスがのりばを設置。「ジェイ・アールバスのりば」と称している。コインロッカーを備えた待合室がある。詳細経路等は路線・営業所記事を参照。
2021年（令和3年）3月1日現在。
1番のりば
- 札樽線
  - 手65・宮65 小樽線 手稲駅南口行・宮の沢駅前（宮の沢バスターミナル）行（潮見台・朝里町・張碓・銭函経由）

2番のりば
- 中央バスおたもい営業所
  - 19 小樽商大線 小樽商大前行（富岡1丁目経由）

## 「小樽駅前」路上停留所
周辺路上の複数箇所に「小樽駅前」停留所が設置されており、小樽市内線を中心にターミナル乗り場へ入らない路線が停車する。一部、ターミナル乗り場と路上停留所両方、あるいは複数の路上停留所に停車する。詳細経路等は営業所記事を参照。
2023年（令和5年）12月1日現在。

### 樽石ビル・小樽駅前第1ビル付近
Aのりば
- おたもい営業所
  - 2・3 小樽市内本線 手宮行・高島3丁目行（稲穂4丁目経由）
  - 38 おたもいぱるて築港線 おたもい入口行（幸3丁目経由）
  - 南4 山手線 本局前行

Bのりば
- おたもい営業所
  - 7 最上線 最上町行（富岡1丁目経由）

### 小樽駅前ビル（小樽駅前郵便局）付近
Cのりば
- おたもい営業所
  - 17 塩谷線 塩谷海岸行（長橋十字街・おたもい営業所・塩谷経由）
- 余市営業所
  - 18 余市線 余市梅川車庫前行（長橋十字街・おたもい営業所・塩谷・余市駅経由）

Dのりば
- おたもい営業所
  - 8 おたもい線・38 おたもいぱるて築港線 おたもい入口行（長橋十字街・幸会館経由）

Eのりば
- おたもい営業所
  - 14 梅源線 手宮行（桜陽高校下・清水町中央経由）

### 長崎屋付近
Gのりば
- 真栄営業所
  - 6 望洋台線 望洋台行（潮見台・小樽築港駅・桜町・望洋台小学校経由）
  - 16 奥沢線 天神町行（奥沢十字街・天満宮下経由）
- おたもい営業所
  - 24 山手中通線 市役所前・洗心橋・入船2丁目方面循環線

Hのりば
- おたもい営業所（1は真栄営業所）
  - 1 ぱるて築港線・38 おたもいぱるて築港線・42 赤岩ぱるて築港線 ぱるて築港行・新日本海フェリー行（市立病院経由）
  - 2・3 小樽市内本線 桜町行（潮見台・小樽築港駅経由）・新光2丁目行（潮見台・小樽築港駅・朝里町・柾里/ベイビュータウン経由）
  - 南4・4 山手線 南小樽駅前行（富岡1丁目・洗心橋・入船2丁目・双葉高校経由）・本局前行（同経路・南小樽駅前・メルヘン交差点経由）

### サンビルスクエア付近
Iのりば
- おたもい営業所
  - 8 おたもい線・14 梅源線・17 塩谷線 本局前行
  - 38 おたもいぱるて築港線 ぱるて築港行（市立病院経由）

### 降車場
路上に降車専用停留所を設置しており、都市間高速バスと一部を除く小樽駅前終着便が取り扱う。
- 余市方面から札幌行の都市間高速バスにて小樽駅前にてバスを乗り換える際、降車場からターミナル乗り場までの移動が大変との声があり、2012年（平成24年）12月1日より降車場に加えターミナル1番のりばでも降車を扱うようになった[9]。